# 謝毅
謝 毅（しゃ き、1967年7月23日 - ）は、中華人民共和国の女性化学者。中国科学技術大学教授、博士生指導教官。中国科学院院士。

## 経歴
1967年7月23日、安徽省阜陽専区阜陽県で生まれる。1984年に阜陽市第一中学を卒業し、厦門大学化学系分析化学学科に合格しました。1988年大学卒業後、合肥市の化工場に勤務する。1992年に中国科学技術大学応用化学系の研究生として入室。銭逸泰に師事。1996年5月、自身の母校である中国科学技術大学の化学系にて副教授に着任し、以後、教授、博士生指導教官と昇任した。その後、アメリカ合衆国に渡り、1997年9月よニューヨーク州立大学ストーニーブルック校にて化学系の博士研究員となった。
1998年7月に帰国し、中国科学技術大学教授を務めた。

## 受賞
- 2001年、国家自然科学賞二等賞
- 2002年、中国青年科学家賞
- 2006年、中国青年女科学家賞
- 2012年、国家自然科学賞二等賞
- 2014年、世界科学院化学賞
- 2015年、ロレアル-ユネスコ女性科学賞[1]
- 2017年、何梁何利基金科学と技術進歩賞

## 栄典
- 2013年8月、王立化学会会士
- 2013年12月、中国科学院院士
- 2015年11月、世界科学院院士